# Krwawy sport IV
Krwawy sport IV lub Krwawy sport IV: Ostatnie kumite (tytuł oryg. Bloodsport IV: The Dark Kumite) – amerykański film fabularny z 1999 roku w reżyserii Elvisa Restaino, trzeci, finałowy sequel Krwawego sportu. W roli głównej, podobnie jak w drugim i trzecim filmie z serii, wystąpił Daniel Bernhardt, tym razem wcielając się jednak w zupełnie inną postać.
Film wydano z przeznaczeniem użytku domowego.

## Obsada
- Daniel Bernhardt: agent John Keller
- Iwan Iwanow: Justin Caesar
- Stefanos Miltsakakis: Max Schrek
- Michael Krawic: Winston
- Derek McGrath: Warden Preston
- David Rowe: Billings
- Lisa Stothard: Blaire
- Elvis Restaino: dr. Rosenbloom
- Dennis LaValle: Files
- Christine Marais: Regina
- Jeff Moldovan: kapitan Anderson

## Opis fabuły
Oficer policyjny John Keller pod utajnioną tożsamością przedostaje się do więzienia Fuego Penal, by wybadać sprawę zgonów osadzonych oraz zniknięć ich zwłok. Okazuje się, że więźniowie są tam zmuszani do toczenia walk na śmierć i życie w turniejach organizowanych przez mężczyznę, imieniem Justin Caesar.

## Lokacje atelierowe
Sceny więzienne kręcone były w bułgarskim zakładzie karnym, a prawdziwi przebywający tam więźniowie pełnili na planie role statystów. Pomimo iż plan filmowy znajdował się w Bułgarii, akcja filmu osadzona jest w Stanach Zjednoczonych.